# Guimbarda
|  | Aquest article tracta sobre l'instrument musical. Si cerqueu l'eina de tall o tipus de ribot, vegeu «Guimbarda (eina)». |

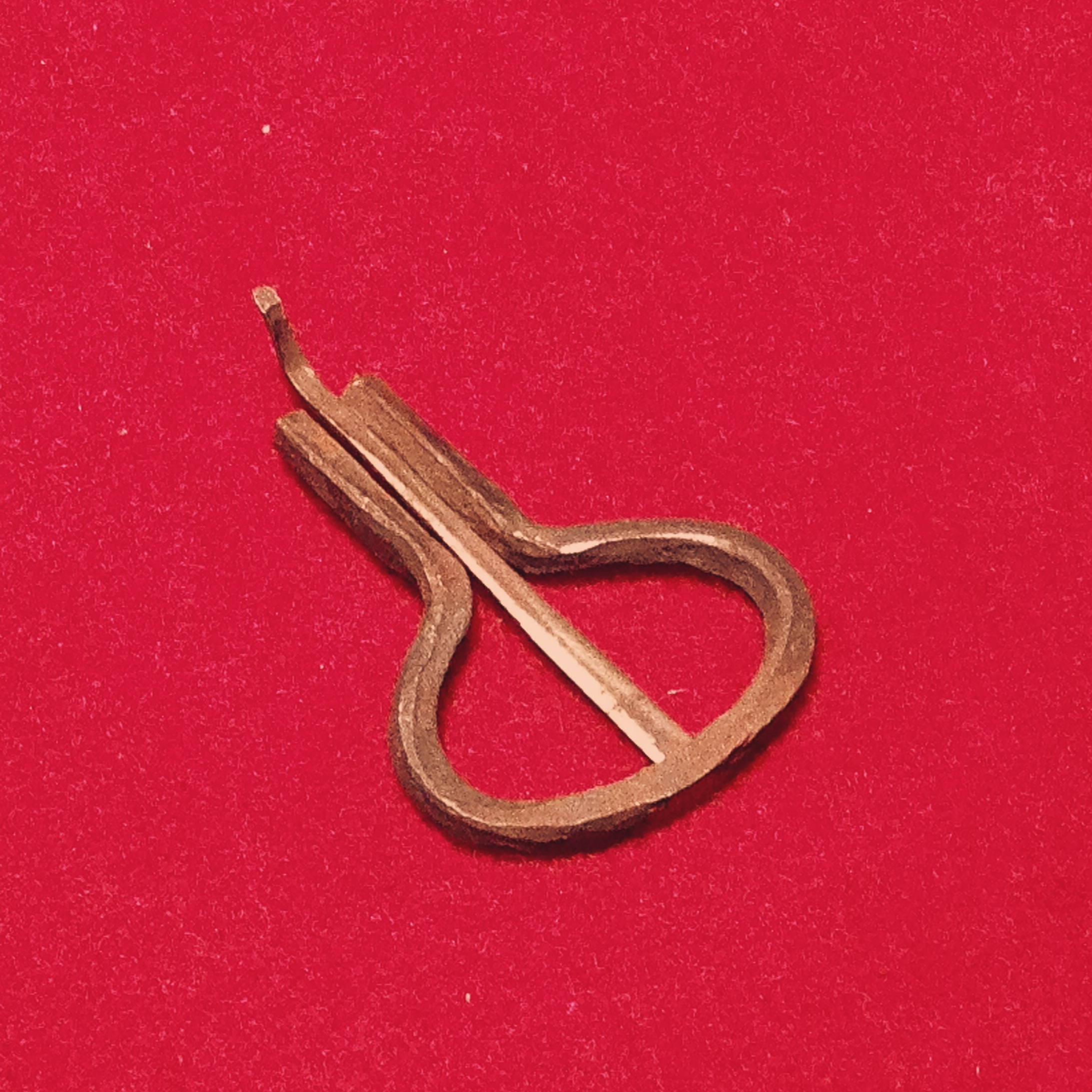
Guimbarda d'Eivissa, donació de Josep Ricart i Matas, 1946, MDMB 212, Museu de la Música de Barcelona

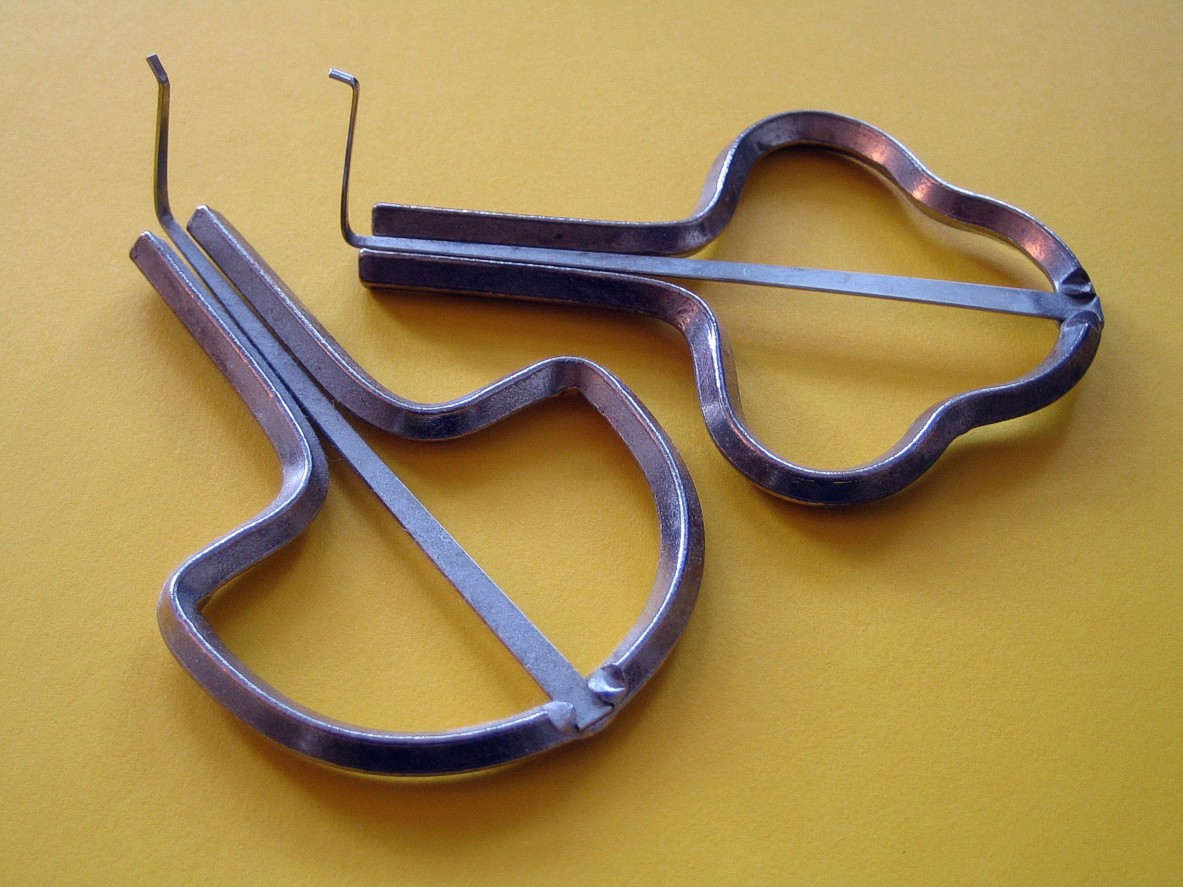
Maultrom

La guimbarda, també anomenada samsònia o, de manera impròpia, arpa de boca, és un instrument idiòfon i, segons la classificació de Sachs-Hornbostel, idiòfon pinçat. En la seva forma més comuna, consta d'un marc metàl·lic, amb forma oval o de lira, amb una llengüeta d'acer en el mig, tot i que en altres llocs com al sud-est asiàtic aquest arc sol ser de canya de bambú. Per a fer sonar una guimbarda es pinça amb els dits índex o polze la làmina que sobresurt del marc, tot utilitzant la boca com a ressonador i la cavitat bucal i la llengua per a la formació d'harmònics.
Els seus orígens són llunyans. A Europa ja es troba a l'època romana. El fet que formi part de l'activitat musical en moltes cultures d'arreu del planeta (Europa, Àsia, Oceania i Amèrica del sud ...) es pot considerar, amb tota probabilitat, una prova de la seva antiguitat. En alguns pobles el seu so s'associa al poder de la màgia i és usat en els ritus dels xamans.
Als Països Catalans tenim la samsònia que és una guimbarda feta de canya o de bambú.

## Samsònia
La samsònia era pròpiament una guimbarda, però feta de canya o de bambú, amb un cordill ben prim i empegat, lligat per cada extrem a un tros de vímet disposat en forma d'arc i de manera que vibrés força. En un punt de l'arc es fixava una canyeta curta ben prima. Amb el buf vibrava la corda empegada, la qual produïa el so, que era així mateix dolç i molt feble.
Els pastors del Lluçanès mentre acompanyaven els ramats en la transhumància feien sonar samsònies, que podien ésser de ferro, mentre que d'altres tocaven el flabiol, l'instrument musical pastoral per excel·lència. Per la ruralia eren molts els qui sabien tocar la samsònia, igual que la bandúrria i la guitarra per les comarques meridionals, ja que, antigament, entre els presents destinats als nois mai no hi solia mancar una samsònia o un flabiol.
Encara avui en les pràctiques màgiques d'alguns pobles caçadors de l'Àfrica negra, hi intervé la samsònia, el so de la qual evita els esperits malvolents i, en conseqüència, atreu la cacera, per efecte de la seua música.
Aquest instrument musical ha persistit a Àsia: al Vietnam se'l coneix amb el nom de dàn-moi i és emprat per la gent jove, especialment, en les declaracions amoroses. També hi ha el chang paquistanès, que únicament toquen les dones i els infants. Aquestes samsònies asiàtiques són de bambú o proveïdes d'una llengüeta de canya.

## Altres denominacions
Segons els llocs té diferents noms. Alguns exemples són:
- Birimbao, trompe o torompe (Argentina i Xile)
- Jew's harp, jaw harp, de manera impròpia mouth harp, english trump (anglosaxons)[4]
- Trompa gallega
- Maultrommel (Alemanya, Austria)
- Guimbarde (França)

El mot guimbarda probablement ve de guimbarde, una dansa antiga francesa i occitana anomenada així a partir de la paraula occitana guimbà (saltar).

## Exemples musicals
Es troba en tot tipus de música, normalment pop i rock. Un professor de Beethoven, J. G. Albrechtsberger, va compondre el 1765 almenys 7 concerts per a guimbarda, mandora i corda; tres d'ells han sobreviscut en una biblioteca a Budapest. Són obres ben boniques i escrites d'acord amb l'estil galant de l'època.
En els nostres dies trobem alguns exemples dins la música pop:
- The Beach Boys ("Good Vibrations")
- The Who ("Join Together")
- Leonard Cohen ("Songs from a Room")
- Billie Jo Spears ("Blanket on the Ground")

## El Trance
També és usat en la música trance, normalment en el Trance més antic.